# Dianthus vodnensis
Dianthus vodnensis är en nejlikväxtart som beskrevs av K. Micevski. Dianthus vodnensis ingår i släktet nejlikor, och familjen nejlikväxter. Inga underarter finns listade i Catalogue of Life.